# Kimbu (peuple)
Pour les articles homonymes, voir Kimbu.
Les Kimbu sont un peuple bantou d'Afrique de l'Est établi au centre de la Tanzanie.

## Ethnonymie
Selon les sources on observe plusieurs variantes : Akimbu, Ikibungu, Kikimbu, Kimbus, Ukimbu.

## Langue
Leur langue est le kimbu, une langue bantoue dont le nombre de locuteurs était estimé à 78 000 en Tanzanie en 1987. 